# Trofeu Gregori Maians
El Trofeu Gregori Maians és un torneig per a jugadors de raspall, modalitat de la pilota valenciana, en homenatge a Gregori Maians. Atés que aquest erudit era oliver, totes les partides es juguen al trinquet d'aquesta vila de la Safor, l'ajuntament de la qual col·labora en l'organització del Club de Pilota local. Compta amb el patrocini de Savipecho.
El format de la competició és de dos semifinals a partida única, amb els dos equips vencedors acarant-se en la final, també a partida única. Totes les partides es juguen a 25 tantos. Els equips poden estar formats tant per trios com per parelles amb l'objectiu d'igualar les qualitats i dels estats de forma dels raspallers, i així donar major espectacle.
Com a incentiu, hi ha un premi "a la corda" per al guanyador i el finalista, que l'any 2008 va consistir en 800€ i 400 € respectivament.
El 19 d'agost 2014 es juga la final del setzé trofeu, en acabar dona pas a cançons al dau fent una actuació Pep Gimeno "Botifarra" i Toni de l'Hostal, aquest any el premi eren 1000 € al campió i 500 € al subcampió. Abans es juga la final juvenil on el campió s'enduia un premi de 200 € i 100 € el subcampió.

## Historial
| Any  | Campions                       | Subcampions                | Resultat |
| ---- | ------------------------------ | -------------------------- | -------- |
| 2021 | Vercher i Brisca               | Salelles II i Tonet IV     | 25—15    |
| 2018 | Marrahí i Brisca               | Moltó i Canari             | 25-20    |
| 2017 | Pablo, Sanchis i Raul          | Sergio, Josep i Miravalles | 25-15    |
| 2016 | Punxa i Coeter II              | Sergio i Tonet IV          | 25-10    |
| 2015 | Waldo i Brisca                 | Moltó i Sidhamed           | 25-20    |
| 2014 | Marrahí i Sanchis              | Waldo i Brisca             | 25-20    |
| 2013 | Escoto, Coeter II i Miravalles | Juan, Canari i Xoto        |          |
| 2012 | Waldo i Sanchis                | Virgi, Moro i Leandro III  | 25-10    |
| 2011 | Josep i Alberto                | Virgi i Moro               | 25-15    |
| 2010 | Carlos i Coeter II             | Josep, Agustí i Xoto       | 25-10    |
| 2009 | Carlos, Coeter II i Javi       | Waldo i Leandro III        | 25-05    |
| 2008 | Waldo i Leandro III            | Malonda IV, Agustí i Javi  | 25-10    |
| 2007 | Tur, Salva i Leandro III       | Waldo i Dorín              | 25-15    |
| 2006 |                                |                            |          |
| 2005 |                                |                            |          |
| 2004 |                                |                            |          |
| 2003 |                                |                            |          |
| 2002 |                                |                            |          |
| 2001 |                                |                            |          |
| 2000 |                                |                            |          |
| 1999 |                                |                            |          |